# Белиці (Кутновський повіт)
Белиці (пол. Bielice) — село в Польщі, у гміні Кросневиці Кутновського повіту Лодзинського воєводства.
Населення — 137 осіб (2011).
У 1975-1998 роках село належало до Плоцького воєводства.

## Демографія
Демографічна структура станом на 31 березня 2011 року:
|          | Загалом | Допрацездатний вік | Працездатний вік | Постпрацездатний вік |
| -------- | ------- | ------------------ | ---------------- | -------------------- |
| Чоловіки | 67      | 10                 | 47               | 10                   |
| Жінки    | 70      | 8                  | 36               | 26                   |
| Разом    | 137     | 18                 | 83               | 36                   |